# 巴龙 (加尔省)
巴龙（法語：Baron，法語發音：[baʁɔ̃] ⓘ）是法国加尔省的一个市镇，属于尼姆区。

## 地理
巴龙（44°2'57"N, 4°16'52"E）面积10.06 平方千米，位于法国奧克西塔尼大區加尔省，该省份为法国南部沿海省份，南端濒地中海，北起顺时针与阿尔代什省、沃克吕兹省、罗讷河口省、埃罗省、阿韦龙省和洛泽尔省接壤。
与巴龙接壤的市镇（或旧市镇、城区）包括：艾加利耶、科洛尔格、厄泽、富瓦萨克、圣让德塞拉尔格、圣瑞斯特和瓦基耶尔、圣莫里斯-德卡兹维埃耶。

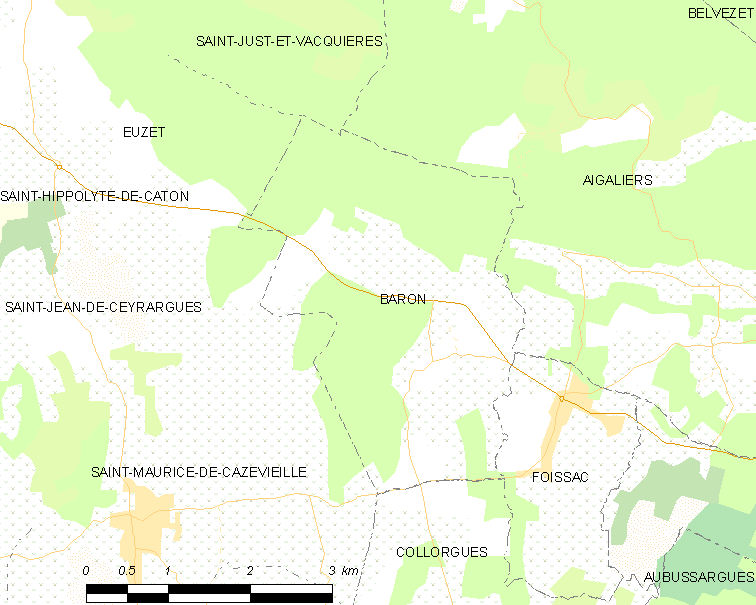
的OSM定位图

巴龙的时区为UTC+01:00、UTC+02:00（夏令时）。

## 行政
巴龙的邮政编码为30700，INSEE市镇编码为30030。

## 政治
巴龙所属的省级选区为于泽斯县。

## 人口

1962-2008年间人口变化图示

巴龙于2022年1月1日时的人口数量为338人。